# Richard Barlow
Pour les articles homonymes, voir Barlow.
Richard Eugene Barlow (né le 12 janvier 1931 à Galesburg (Illinois)) est un mathématicien et statisticien mathématique américain, considéré avec Frank Proschan comme le fondateur de la théorie de la fiabilité moderne. Il était professeur à l'université de Californie à Berkeley .

## Formation et carrière
Barlow a obtenu son baccalauréat en mathématiques du Knox College en 1953 et sa maîtrise de l'université de l'Oregon en 1955. Il a obtenu son doctorat en statistique mathématique de l'université Stanford en 1960 sous la responsabilité de Samuel Karlin avec une thèse intitulée Applications of Semi-Markov Processes to Counter and Reliability Problems. En 1960/61, il était à l'Institut d'analyses de la défense (en) et de 1961 à 1963 chez General Telephone. De 1963 à 1999, il a pris sa retraite comme professeur à Berkeley.
Il a été scientifique invité aux laboratoires Boeing en 1966 et à l'université d'État de Floride en 1975-1976 (avec Frank Proschan). De 1963 à 1969, il a été conseiller de la Rand Corporation.

## Travaux
Outre la théorie de la fiabilité, il a traité de la modélisation probabiliste en statistique bayésienne et de l'analyse de données statistiques.

## Prix et distinctions
En 1991, il reçoit le prix de théorie John-von-Neumann avec Frank Proschan. Il est membre de l'Institut de statistique mathématique et de la Société américaine de statistique.

## Vie personnelle
Il est marié depuis 1956 et a quatre enfants.

## Publications
- avec Frank Proschan : « Mathematical Theory of Reliability », Wiley 1965, SIAM 1996 (avec contributions de Larry C. Hunter).
- avec Proschan : « Statistical theory of reliability and life testing: probability models », New York: Holt, Rinehart et Winston 1975.
- « Engineering Reliability », SIAM 1998.
- avec C. Pereira: « Conditional Independence and Probabilistic Influence Diagrams », dans: «Sujets liés à la dépendance statistique», Série de notes de conférence IMS-Monograph, vol. 16, 1992.